# Powiat de Kielce
Le powiat de Kielce (en polonais : powiat kielecki) est un powiat appartenant à la voïvodie de Sainte-Croix dans le centre-sud de la Pologne.

## Division administrative
Le powiat de Kielce comprend 19 communes :
- 5 communes urbaines-rurales : Bodzentyn, Chęciny, Chmielnik, Daleszyce et Morawica;
- 14 communes rurales : Bieliny, Górno, Łagów, Łopuszno, Masłów, Miedziana Góra, Mniów, Nowa Słupia, Piekoszów, Pierzchnica, Raków, Sitkówka-Nowiny, Strawczyn et Zagnańsk.